# Браєн Маллен
Браєн Патрік Маллен (англ. Brian Patrick Mullen; 16 березня 1963, м. Нью-Йорк, США) — американський хокеїст, лівий нападник.
Виступав за Вісконсинський університет (NCAA), «Вінніпег Джетс», «Нью-Йорк Рейнджерс», «Сан-Хосе Шаркс», «Нью-Йорк Айлендерс».
В чемпіонатах НХЛ — 832 матчі (255+362), у турнірах Кубка Стенлі — 62 матчі (12+18).
У складі національної збірної США учасник чемпіонатів світу 1989 і 1991 (20 матчів, 6+7). У складі молодіжної збірної США учасник чемпіонатів світу 1980 і 1981.
Брат: Джо Маллен.
Досягнення
- Учасник матчу всіх зірок НХЛ (1989)

Нагороди
- Трофей Лестера Патріка (1995)